# Хендрум (город, Миннесота)
Хендрум (англ. Hendrum) — город в округе Норман, штат Миннесота, США. На площади 0,7 км² (0,7 км² — суша, водоёмов нет), согласно переписи 2002 года, проживают 315 человек. Плотность населения составляет 429,5 чел./км².
- Телефонный код города — 218
- Почтовый индекс — 56550
- FIPS-код города — 27-28484[1]
- GNIS-идентификатор — 0644871[2]